# Secretaría General de Fondos Europeos
La Secretaría General de Fondos Europeos (SGFE) de España es el órgano directivo del Ministerio de Hacienda, bajo la superior dirección del ministro, al que le corresponde la dirección, el impulso y la coordinación de las competencias atribuidas al Departamento en relación con la definición de la posición española en las negociaciones para la aprobación y revisión de los sucesivos Marcos Financieros Plurianuales de la Unión Europea, el diseño, planificación, coordinación y seguimiento de las actuaciones relativas a los fondos europeos y a su financiación y las relaciones presupuestarias con la Unión Europea (UE), la Política de Cohesión y la política económica regional, la política de incentivos regionales, el Mecanismo de Recuperación y Resiliencia (MRR) y el Plan de Recuperación, Transformación y Resiliencia (PRTR).
Esta Secretaría General es la autoridad responsable del Reino de España ante las instituciones europeas en todo lo relativo al MRR. Por ello, es el punto principal de comunicación entre el Estado y la Comisión Europea en este ámbito, es responsable de coordinar a todas las Administraciones Públicas implicadas en el Mecanismo y es el órgano encargado de supervisar la aplicación del Plan Nacional al respecto así como realizar los informes de control previstos en la normativa europea.

## Historia
La Secretaría General de Fondos Europeos se creó el 31 de diciembre de 2020, siendo una de las últimas reformas de la Administración General del Estado de dicho año. Durante todo ese año, se aprobaron numerosas medidas y reformas tanto de ámbito sanitario como económico y, en concreto, en el ámbito presupuestario supranacional se aprobó por parte de la Unión Europea el Mecanismo de Recuperación y Resiliencia para dar respuesta a la pandemia y, en el ámbito nacional, los presupuestos generales del Estado para 2021.

Logotipo de los fondos europeos.

Estas importantes medidas conllevaban enormes movilizaciones de recursos económicos, lo provocó que se aprobase el Real decreto-ley 36/2020 con medidas urgentes para reformar la Administración Pública, en concreto, creando órganos y planes para la ejecución de los fondos europeos previstos en dicho Mecanismo para España. Así, la ministra de Hacienda, María Jesús Montero, reformó el Departamento de Hacienda creando este nuevo órgano directivo con rango de Subsecretaría con el objetivo de «que la persona titular de la misma cuente con el rango jerárquico adecuado para llevar a cabo una mejor interlocución con las Instituciones europeas y pueda coordinar adecuadamente las actuaciones que en esta materia se implementen con el resto de departamentos ministeriales».
Para ejercer sus funciones, se la adscribió un Gabinete Técnico, la ya existente Dirección General de Fondos Europeos y una nueva Dirección General del Plan y del Mecanismo de Recuperación y Resiliencia.

## Estructura
La Secretaría General se estructura a través de tres órganos directivos:
- La Dirección General de Fondos Europeos.
- La Dirección General del Plan y del Mecanismo de Recuperación y Resiliencia.
- La Subdirección General de Sistemas de Información de Fondos Europeos, a la que le corresponde el diseño funcional de los sistemas informáticos necesarios para la gestión y seguimiento de los distintos instrumentos de financiación europeos competencia de esta Secretaría General; la interlocución con la Comisión Europea y los organismos nacionales participantes en lo relativo a intercambios y suministros de información, incluyendo la definición de normas y estándares de intercambio; la planificación y coordinación en colaboración con la Oficina de Informática Presupuestaria y el resto de centros directivos responsables de la ejecución técnica de los distintos proyectos; el diseño y organización de las actividades de soporte y formación de los sistemas resultantes; así como las que se le asignen, en materia de sistemas y tecnologías de información, en los sistemas de gestión y control de los Fondos Europeos. Asimismo, es responsable del seguimiento estadístico y la explotación de los datos que contengan los sistemas de información de fondos europeos, con objeto de garantizar las funciones de supervisión y seguimiento del Plan de Recuperación, Transformación y Resiliencia y los restantes fondos europeos.
- El Gabinete Técnico, órgano de apoyo y asistencia inmediata al secretario general.

Para el asesoramiento jurídico de la Secretaría General de Fondos Europeos, existirá una Abogacía del Estado integrada orgánicamente en la del departamento.

## Titulares
La persona titular de la Secretaría General de Fondos Europeos ejerce la presidencia del Consejo Rector de Incentivos Regionales.
- Mercedes Caballero Fernández (31 de diciembre de 2020-presente)[4]

## Presupuesto
La Secretaría General de Fondos Europeos tiene un presupuesto asignado de 162 227 520  € para el año 2023. De acuerdo con los Presupuestos Generales del Estado para 2023, la SGFE participa en dos programas:
| N.º Programa                               | Programa                                           | Dotación      | Ref.  |
| ------------------------------------------ | -------------------------------------------------- | ------------- | ----- |
| 422A                                       | Incentivos regionales a la localización industrial | 144 055 260 € | [ 5 ] |
| 931N                                       | Política presupuestaria                            | 18 172 260 €  | [ 6 ] |
| Total presupuesto de la Secretaría General | Total presupuesto de la Secretaría General         | 162 227 520 € |       |

## Véanse también
- Respuesta de la Unión Europea a la pandemia de COVID-19